# 灰箱模型
灰箱模型（Gray box）或概念模型（conceptual model），指那些内部规律尚不十分清楚，在建立和改善模型方面都还不同程度地有许多工作要做的问题。通常采用演绎方法或专家知识，确定模型类别、结构，然后用归纳法计算模型参数。如气象学、生态学、经济学等领域的模型。
在水利学上，结合流域观测数据和试验数据，根据物理过程为基础建立起来的模型，握力基础的结构和方程可能是经验或半经验方程。由于物理意义不是很明确，参数和变量很难通过实测数据获得。经常需要模拟（simulate），检验（verification），验证（validation）评估（evaluate）。通常概念模型是集总模型。